# Thorax de Larissa
Thorax de Larissa est un Grec ancien qui vécut à la fin du VIe et au Ve siècle av. J.-C., membre de la famille royale des Aleuades, influente en Thessalie. Il participe avec ses deux frères, Eurypyle et Thrasydéios, aux guerres médiques aux côtés des Perses. Fils ou descendant d’Aleuas, il est incertain si Thorax fut seul roi des Thessaliens, ou bien s'il régna conjointement avec ses frères
Thorax a selon Hérodote aidé Xerxès lors de sa fuite hors de Grèce à la suite de la défaite de celui-ci à Salamine et au Cap Artémision en 480. Toujours selon Hérodote, il aida Mardonios, général de Xerxès, à entrer en Grèce en 479. Il semble avoir participé à la bataille de Platées la même année.
Il est un ami de Pindare qui fait son éloge dans les Pythiques